# الأب المفقود (رواية)
الأب المفقود (بالإنجليزية: The Lost Father)‏ هي رواية للكاتبة الأمريكية منى سيمبسون، نشرت عام 1993، عن دار نشر كنوبف، وهي تكلمة لروايتها الأولى أي مكان إلا هنا، وهي مستندة على بحثها الشخصي عن والدها عبد الفتاح جون جندلي.